# 矿产资源租赁税
矿产资源租赁税（Mineral Resources Rent Tax），原称资源超额利润税（Resources Super Profits Tax），是澳大利亚政府计划中的一项税。

## 资源超额利润税
澳大利亚总理陆克文5月2日公布推出征收资源超额利润税方案。根据这一方案，自2012年7月1日起，澳大利亚政府将面向全部非可再生能源领域征收高达40%的税。
征税方案令澳大利亚矿业公司市值狂跌，民众支持率加速下滑。自5月2日“资源超额利润税”提出之后两天，澳大利亚矿业公司的市值就蒸发将近1800亿澳元。
矿业公司公开表示对澳大利亚政府推出这一政府的抨击和不满。5月17日，必和必拓公司董事长贾克·纳瑟发表公开信，称这一征税体制一旦实施，将危害澳大利亚资源产业的长远发展。纳瑟指责称，这一方案的实行将使针对必和必拓利润的全部有效税率由此前的43%上升至57%，使澳大利亚资源产业变为全球税赋最高的行业。相比而言，其他资源投资国的税率则远未达到这么高，比如加拿大的税率为23%，巴西的税率为27%至38%。
在主要矿业公司必和必拓、力拓和斯特拉塔的牵头下，澳大利亚矿物委员会发起一场广告运动，反对资源税新政的实行。在其中一则广告中，矿业公司指责澳大利亚将成为世界上税费最高的国家。
不仅大小矿业公司怨声载道，一份对澳大利亚境内主要机构投资者的调查更显示，机构投资者指责澳大利亚当局这一计划“构想拙劣”。
6月16日，必和必拓、力拓和斯特拉塔在与澳政府官员会面后亮出他们可接受的资源税方案的“底牌”。首先，资源税征收方案不应适用于此前的项目，即对已作出投资决策的在建项目不适用；其次，应征收合理税率，保证澳大利亚作为投资目的国的竞争力；最后，应保证现有和新建项目保持稳定的税费征收机制。

## 矿产资源租赁税
6月24日，陆克文迫于澳大利亚工党内部压力，不得不让位给副总理茱莉雅·吉拉德，后者成为澳大利亚第一任女总理。
7月2日，吉拉德的新政府宣布修改后的新“矿产资源租赁税”，结果向矿业公司们做出了让步。与此前陆克文推出的方案相比，新税方案只对铁矿石和煤矿征收，税率从原来的40%下降到30%，不过此前对于海上油气资源征收的40%租金税，将扩大到陆上油气，包括煤层气。
这一变化获得了大部分矿业公司的欢迎。必和必拓首席执行官高瑞思称，“矿产资源租赁税设计更接近我们多次声明的合理税改原则，因为拟征税在对待铁矿石和煤炭业务利润方面具有前瞻性，不适用于产品组合中的其他大宗商品，我们对此表示欢迎。”FMG董事长安德鲁·弗里斯特也表示，新的方案为正在进行的产业磋商提供了一个“合理的框架”。